# Wał zachodniosaharyjski

Etapy wznoszenia kolejnych fragmentów muru marokańskiego

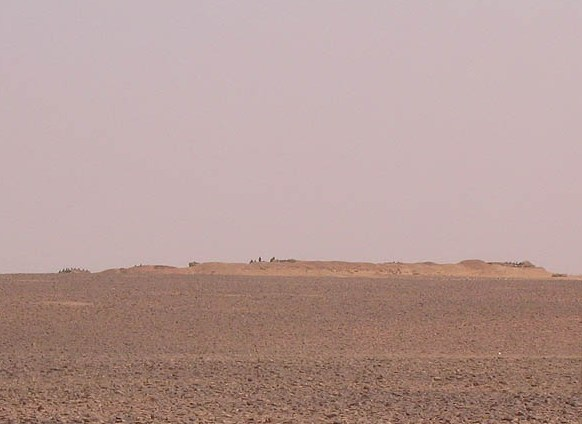
Wał na południe od Al-Mahbas

Wał zachodniosaharyjski, (wał) mur marokański (ang.: the berm) – system wałów i fortyfikacji o długości ponad 2700 km leżący na obszarze Sahary Zachodniej i południowo-wschodniego Maroka. Oddziela on okupowane i kontrolowane przez Maroko obszary Sahary Zachodniej od tzw. „wolnej strefy”, formalnie Saharyjskiej Arabskiej Republiki Demokratycznej, kontrolowanej przez proniepodległościowy Front Polisario.

## Powstanie wału
W 1975 r. Hiszpania ogłosiła opuszczenie swojej kolonii Sahary Hiszpańskiej i zgodę na rozpisanie referendum niepodległościowego wśród Sahrawi (mieszkańców Sahary Zachodniej). Wykorzystując sytuację, Maroko zgłosiło roszczenia do części byłej kolonii i zajęło północną część terytorium, podczas gdy południową część zajęła Mauretania. Proniepodległościowy Front Polisario, jako reprezentant Sahrawi, nie uznał okupacji kraju i rozpoczął zbrojny opór, ogłaszając rok później powstanie Saharyjskiej Arabskiej Republiki Demokratycznej. W 1979 r. Mauretania wycofała swoje siły z obszaru Sahary Zachodniej, uznając jej niepodległość pięć lat później. Walki pomiędzy wojskiem marokańskim (wspieranym m.in. przez Francję) a oddziałami Frontu Polisario (wspieranym m.in. przez Algierię) trwały do zawieszenia broni z 1991 r. i rozpoczęcia misji ONZ MINURSO. Maroko rozpoczęło budowę wałów obronnych w 1981 r. jako odpowiedź na sukcesy zachodniosaharyjskich partyzantów i zajęcie większej części dawnej kolonii. Kolejne fortyfikacje powstawały w sześciu etapach aż do kwietnia 1987 r. W budowie umocnień wsparcia Maroku udzieliły Stany Zjednoczone, Francja oraz Izrael.
Maroko odgrodziło bermem ok. 70-80% obszaru Sahary Zachodniej i kontroluje większość miast Sahary Zachodniej wraz ze stolicą Al-Ujun, większość wybrzeża wraz z bogatymi łowiskami oraz duże, eksploatowane złoża fosforytów w Bukrze.

## Opis wału
Najbardziej zewnętrzna, oddzielająca obszary administrowane przez Maroko od „wolnej strefy”, część fortyfikacji ma długość ok. 2500 km na obszarze Sahary Zachodniej i jeszcze ok. 200 km na obszarze południowo-wschodniego Maroka. Rozpoczyna się ona na wybrzeżu, na południe od Al-Karkarat, w pobliżu mauretańskiej granicy. Dalej wał biegnie mniej więcej równoleżnikowo na wschód, wzdłuż mauretańskiej granicy. Na południowy wschód od miasta Tiszla fortyfikacje zaczynają biec w kierunku północnym lub północno-wschodnim w pobliżu miast Ausard, Baggari i Kaltat Zammur (które pozostały po marokańskiej stronie muru) znów zbliżając się do granic Mauretanii i w niektórych fragmentach ją przekraczając. Kilkadziesiąt kilometrów na wschód od miasta As-Samara wał skręca na wschód zbliżając się do punktu, gdzie łączą się granice Sahary Zachodniej, Algierii i Mauretanii. Następnie wał biegnie na północ wzdłuż granicy algiersko-saharyjskiej i algiersko-marokańskiej. 
Fortyfikacje leżą na niezamieszkanym lub bardzo słabo zaludnionym terytorium i tam gdzie to możliwe biegną wzdłuż obszarów wyżej położonych (wzgórz, grzbietów). Składają się one z piaskowych i kamiennych nasypów, wałów lub murów o wysokości około 2–3 m, z wykopem przed nimi oraz bunkrów, płotów i pól minowych. Wzdłuż wału co kilka kilometrów jest położona mniejsza lub większa baza z kilkudziesięcioma żołnierzami. Wzdłuż całej jego długości znajdują się punkty i elektroniczne urządzenia obserwacyjne, w tym mobilne lub stacjonarne radary, służące do obserwacji terenu przed wałem. Radary penetrują obszar oddalony nawet 60–80 kilometrów od wałów i są wykorzystywane do nakierowywania ostrzału artylerii na wykryte oddziały Polisario. Kilka kilometrów za każdym ważniejszym posterunkiem znajdują się większe bazy z mobilnymi oddziałami szybkiego reagowania i czołgami. Pas pól minowych leżących wzdłuż wału jest uważany za najdłuższy na świecie.

## Konsekwencje
Budowa bermu przyczyniła się do wygranej Królestwa Maroka z Polisario i, mimo formalnego braku rozstrzygnięcia, „zamroziła“ wojnę o Saharę Zachodnią. Maroko de facto anektowało większą część kraju, w tym wszystkie wartościowe tereny. Utrzymanie wału pochłania jednak ok. 1,5–3 mln. USD dziennie, tj. ok. 3% rocznego PKB Maroka, głównie z powodu utrzymania infrastruktury wojskowej i ponad 100 tys. żołnierzy strzegących muru.
Zajęcie Sahary Zachodniej i budowa muru wywołały, poza Hiszpanią, bardzo ograniczone zainteresowanie państw Zachodu. Bardziej krytyczne stanowisko prezentowały państwa afrykańskie oraz Organizacja Jedności Afrykańskiej, co doprowadziło do opuszczenia przez Maroko tej organizacji na 33 lata.